# Oliver Dragojević
Oliver Dragojević, född 7 december 1947 i Split i Kroatien, död 29 juli 2018 i Split, var en kroatisk musiker, sångare och pianist.
Dragojevićs karriär började 1967. Han räknas som en av Kroatiens största artister genom tiderna och han är även mycket populär i grannländerna som ingick i Jugoslavien och har en publik bland kroater över hela världen. En av hans mest kända låtar är U ljubav vjere nemam ("Jag har ingen tro på kärleken") som är en duett med Gibonni, även han en mycket populär kroatisk sångare. Två av hans låtar, Zbogom ostaj ljubavi och Ča će mi Copacabana har omskrivits till svenska av Flamingokvintetten, "Min enda kärlek" och "Tänk att få träffa gamla Sverige".[källa behövs]
Dragojević medverkar på Nika Turkovićs debutalbum Alien.